# Cereodiscus
Cereodiscus is een geslacht van hooiwagens uit de familie Assamiidae.
De wetenschappelijke naam Cereodiscus is voor het eerst geldig gepubliceerd door Roewer in 1940. 

## Soorten
Cereodiscus is monotypisch en omvat slechts de volgende soort:
- Cereodiscus lesserti